# Koho
Koho är en ort i Burkina Faso.   Den ligger i regionen Boucle du Mouhoun, i den sydvästra delen av landet, 190 km väster om huvudstaden Ouagadougou. Koho ligger 279 meter över havet och antalet invånare är 1 903.
Terrängen runt Koho är platt, och sluttar söderut. Närmaste större samhälle är Wahabou, 4,2 km öster om Koho.
Omgivningarna runt Koho är en mosaik av jordbruksmark och naturlig växtlighet. Runt Koho är det ganska glesbefolkat, med 34 invånare per kvadratkilometer.